# Голубовский, Лев Григорьевич
Лев Григорьевич Голубовский (1914, Ярославль — 2002, Москва) — советский архитектор.

## Биография
Лев Голубовский родился 6 мая 1914 года в Ярославле. В возрасте 14 лет приехал в Ленинграде, где окончил ИЗО-школу рабочей молодёжи. Работал чертёжником в проектной мастерской Г. А. Симонова. Позднее работал в мастерской Н. А. Троцкого. Наставничество Тройкого оказало большое влияние на формирование Голубовского как архитектора. С 18 лет принимал участие в архитектурных конкурсах, а с 20 лет удостаивался премий на конкурсах.
В мастерской Троцкого Голубовский работал над проектом Дома Советов и над проектом общегородского центра на Московском проспекте (3-я премия конкурса, архитекторы Н. А. Троцким и Я. О. Свирским). Позднее Голубовский стал полноценным соавтором проекта площади перед Домом Советов, а также жилого квартала и жилого дома (совместно с А. Р. Корабельниковым). Выполнил проект санатория «Новые Сочи». В 1938 году Голубовский вступил в Союз архитекторов СССР.
После начала Великой Отечественной войны занимался строительством оборонительных сооружений, а в августе 1941 года был призван в РККА. Служил в запасном пулемётном полку, занимался тушением пожаров после артобстрелов Ленинграда. В 1942 году был переведён на Ладожское озеро, к «Дороге жизни». Затем был переведён на Карельский перешеек, где прослужил в составе 23-й армии у границы с Финляндией до конца войны. Демобилизован в мае 1945 года в звании старшего сержанта.
В годы войны выполнил множество рисунков тушью (ныне в собрании московского Музея Победы), вёл дневник. С 1941 года работал над проектом монумента Победы. Во время блокады Ленинграда принимал участие в конкурсе на монумент «Дорога жизни», за что был премирован. Этот проект демонстрировался на московской выставке «Ленинградские архитекторы в дни блокады». После окончания войны выполнил эмоционально насыщенный конкурсный проект «Прорыв блокады», получивший высокую оценку (не осуществлён). Принимал участие в конкурсе Союза архитекторов СССР «Площадь и монумент победы в Сталинграде». С этим конкурсным проектом Голубовский приехал в Москву, где он среди прочих принял участие в выставке в Центральном доме архитектора. Там состоялась его встреча со скульптором Н. В. Томским, архитекторами Б. Р. Рубаненко и А. Р. Корабельниковым.
В 1946 году Лев Голубовский переселился в Москву. В 1946—1951 годах вместе с А. Р. Корабельниковым работал у Б. Р. Рубаненко. Голубовский и Корабельников принимали участие в восстановлении Минска (Привокзальная площадь и прилегающие жилые кварталы), спроектировали и построили жилой дом с кинотеатром в Москве (Беговая улица, 5).
С 1951 года Голубовский работал в мастерской № 4 Моспроекта вначале под руководством В. Г. Гельфрейха, а после его смерти — под руководством А. Ф. Хрякова и В. В. Богданова. Мастерская № 4 занималась занималась застройкой Киевского и Кунцевского районов Москвы. Работая в этой мастерской, Голубовский совместно с Корабельниковым выполнил проект застройки Кутузовского проспекта и Большой Дорогомиловской улицы от Новоарбатского моста до развилки. По индивидуальным проектам архитекторов было построено 25 многоэтажных жилых домов, в том числе жилой дом с кафе «Хрустальное» (диплом 1-й степени Мосгорисполкома). Лев Голубовский принимал участие в проектировании Кремлёвского дворца съездов (1959—1961, под руководством М. В. Посохин), планировки квартала № 95 в Кунцеве (1964, в составе коллектива), кварталов № 66—67 на Можайском шоссе, кинотеатра «Минск» (1965, в составе коллектива), жилых 14-этажных домов на Украинском бульваре (1969, совместно с А. Р. Корабельниковым), жилого дома на Можайском шоссе (1976, в составе коллектива под руководством В. В. Богданова), Дома правительства в Сухуми, санатория «Новые Сочи» и других.
Был соавтором более 30 монументов и мемориалов, среди которых памятник Н. В. Гоголю на Гоголевском бульваре (1952, скульптор Н. В. Томский), памятник лётчику В. И. Попкову на Самотёчном бульваре (1953, скульптор Л. Е. Кербель), памятник М. И. Кутузову у Бородинской панорамы (1973, скульптор Н. В. Томский), памятник В. И. Ленину в Вологде, памятник В. И. Ленину в Иркутске, памятник Мусе Джалилю в Казани, памятник Фёдору Полетаеву в Рязани, памятник Черняховскому в Вильнюсе, монумент жертвам фашизма в Маутхаузене, надгробия (Гельфрейху и другим), мемориальные доски (Ленину, Шостаковичу, Мейерхольду и другим).
Особое место в творчестве Льва Голубовского занимала тема победы в Великой Отечественной войне. Ещё в 1960 году по собственной инициативе совместно с А. Р. Корабельниковым он начал работу над парка Победы и монумента Победы на Поклонной горе. По задумке авторов, главный монумент представлял собой большое красное знамя, установленное на самой высокой точке. Позднее совместно с А. А. Кузьминым авторы проекта разработали генплан Парка Победы, макеты, перспективы. Голубовский занимался рельефами Стен Войны и Мира, а также работал над фигурой солдата на Знамени Победы. Позднее к проектированию подключились другие авторы, и в 1983 году был утверждён окончательный вариант проекта (архитекторы Я. Б. Белопольский, Л. Г. Голубовский, А. Т. Полянский, Б. Р. Рубаненко, скульпторы Н. В. Томский, О. С. Кирюхин, Ю. Л. Чернов, художник Ю. К. Королёв, инженер Ю. А. Дыховичный). Строительство монумента затянулось, и в 1991 году Л. Г. Голубовский опубликовал в «Московской правде» статью с жалобой на долгострой. В постсоветское время от проекта «Знамя» отказались, и вместо него был сооружён обелиск, символизирующий солдатский штык (скульптор К. К. Церетели).
Л. Г. Голубовский был известен как отличный рисовальщик. Его работы принимали участие на всесоюзных художественных выставках. Среди них — серия рисунков о блокаде Ленинграда.
Жил в Москве по адресу: улица 1812 года, дом 10. Умер в 2002 году.

## Память
В марте 1983 года в Центральном доме архитектора состоялась выставка работ Льва Голубовского, приуроченная к 50-летию его творческой деятельности.
В 2014 году, к 100-летию со дня рождения Льва Голубовского, в Центральном доме архитектора вновь состоялась выставка его работ. Были представлены его проекты (в том числе монумент Победы и парк Победы), графические работы времён войны, монументы, а также архитектурные фантазии «Город моей мечты».

## Награды
- Орден Отечественной войны II степени (1985)[3]
- Орден «Знак Почёта» — за участие в проектировании Кремлёвского Дворца съездов[4]
- Медаль «За боевые заслуги» (1943)[3]
- Медаль «За оборону Ленинграда» (1943)[3]
- Золотая медаль ВДНХ — за застройку Кутузовского проспекта[4]